# Américo de Campos
Américo de Campos est une municipalité brésilienne de la microrégion de Votuporanga.

## Démographie
| Évolution de la population (municipalité) | Évolution de la population (municipalité) | Évolution de la population (municipalité) | Évolution de la population (municipalité) |
| Année                                     | Population                                |                                           | %±                                        |
| ----------------------------------------- | ----------------------------------------- | ----------------------------------------- | ----------------------------------------- |
| 1950                                      | 9 796                                     |                                           | —                                         |
| 1960                                      | 9 034                                     |                                           | −7,8%                                     |
| 1970                                      | 6 148                                     |                                           | −31,9%                                    |
| 1980                                      | 6 874                                     |                                           | 11,8%                                     |
| 1991                                      | 5 590                                     |                                           | −18,7%                                    |
| 2000                                      | 5 594                                     |                                           | 0,1%                                      |
| 2010                                      | 5 706                                     |                                           | 2,0%                                      |
| 2022                                      | 5 870                                     |                                           | 2,9%                                      |
| ,                                         |                                           |                                           |                                           |

## Géographie
Américo de Campos se trouve à 71 km au nord-ouest de São José do Rio Preto, à 486 km au nord-ouest de São Paulo et à 539 km au sud-sud-ouest de Brasilia.